# هوب زیلفربرخ
هوب زیلفربرخ (هلندی: Huub Zilverberg؛ زادهٔ ۱۳ ژانویهٔ ۱۹۳۹) دوچرخه‌سوار اهل هلند است.